# Nouvelles Clés
Nouvelles Clés, devenu Clés, était un magazine trimestriel français de développement personnel et spiritualité que les rédacteurs destinaient aux créatifs culturels. Créé en 1988, son volume de tirage atteignait alors 40 000 exemplaires. Le fondateur est Marc de Smedt.
En septembre 2010, Nouvelles Clés devient le magazine Clés, sous l'impulsion de Jean-Louis et Perla Servan-Schreiber qui en sont les actionnaires uniques. Il cesse de paraître en 2016.
Lointaine héritière de la revue Planète — que Marc de Smedt avait tenté de relancer en 1972 —, la revue parrainait un club de livres (plus de 65 000 adhérents), en association avec le Grand livre du mois. Elle était, et est toujours associée à une double collection, les essais Clés et les guides Clés, chez Albin Michel.
Le rédacteur en chef de Nouvelles Clés était Patrice Van Eersel, un ancien collaborateur du magazine Actuel.

## Chroniques régulières
- Cohérence par Thierry Janssen
- Contes Clés par Henri Gougaud
- Rat des villes, Rat des champs par Patrice Van Eersel, Marc de Smedt.
- Regards par Jacques Salomé
- Idées Reçues et Philosophie par Denis Marquet
- La planète vue depuis mon village par Marie-Joséphine Grojean, Robert Crumb
- Histoire de dire par Dane Cuypers
- Du bon sens par Bernard Montaud
- Films Clés par Michel Cazenave
- Et si c'était vrai ? par Patrice Van Eersel
- Retrouver du non-sens par Hervé Le Tellier
- Les pages d'humour de Xavier Gorce, Mix et Remix, et Auguste Derrière